# Ретрофлексний абруптивний спирант
Ретрофлексний абруптивний спирант — тип приголосного звука, що існує в деяких людських мовах. Символ Міжнародного фонетичного алфавіту для цього звука — ʂʼ, а відповідний символ X-SAMPA — s`_>.